# 田中富生
田中 富生（たなか とみお、1960年4月12日 - ）は、愛媛県出身の元プロ野球選手（投手）。右投右打。

## 経歴

### プロ入りまで
南宇和高校では、エースとして1978年の春の選抜に出場、同校にとって初の甲子園出場であった。1回戦で崇徳高を降すが、2回戦では後に大学同期となる西田真次、木戸克彦のバッテリーや、1年後輩となる一塁手の小早川毅彦らを擁するPL学園に敗退した。同年の春季四国大会は1回戦で高松商に敗れ、夏は県予選で敗退。
1979年に高校卒業後、法政大学に進学。東京六大学野球リーグでは在学中3回の優勝を経験。しかし1年下の和田護（日産自動車）の陰に隠れ、3年生までは目立たなかった。1982年、4年次になると39回1/3連続無失点の記録を打ち立てるなどエースとして活躍し、1982年春季リーグでの優勝に貢献。同年の全日本大学野球選手権大会では、決勝でエース仁村徹を擁する東洋大を降し優勝。和田とともに第11回日米大学野球選手権大会日本代表に選出される。リーグ通算28試合登板、13勝1敗、防御率0.97、奪三振86、7完封勝利、ベストナイン（投手）2回選出。大学同期には、木戸克彦、西田真次（西田真二）、神長英一、手嶋浩、1年上に控えにいた川端順と池田親興両投手、1年下に小早川毅彦、和田護と樽井徹両投手、飯田孝雄、2年下に秦真司、伊吹淳一、3年下に西川佳明投手らがいる。

### 現役時代
1982年のプロ野球ドラフト会議で日本ハムファイターズから1位指名を受け入団。ただし希望球団ではなかったため、大学同期の西田、木戸がそれぞれ意中の球団に指名され笑顔を見せる中、田中ひとりが憮然とした表情をする場面が新聞に掲載されるなどした。
1983年4月20日の南海ホークス戦で初登板。5月1日のロッテオリオンズ戦で初勝利を記録する。
1984年に日本ハム先発投手陣の一角として活躍、8勝13敗の成績を残し、オールスターゲームにも初出場。
1985年も8勝する。
1986年には3勝と低下。
1988年に大宮龍男と共に大島康徳、曽田康二とのトレードで中日ドラゴンズへ移籍。
中日移籍後はわずか2勝のみに終わり、1993年10月13日に球団から戦力外通告を受けた。本人は野球に関係した仕事をすることを希望し、同年限りで現役を引退した。

### 現役引退後
落合博満野球記念館に勤務していた。引退後はプロ野球マスターズリーグにも名古屋80D'sersの一員として参加している。

## 詳細情報

### 年度別投手成績
| 年 度      | 球 団      | 登 板 | 先 発 | 完 投 | 完 封 | 無 四 球 | 勝 利 | 敗 戦 | セ 丨 ブ | ホ 丨 ル ド | 勝 率 | 打 者 | 投 球 回 | 被 安 打 | 被 本 塁 打 | 与 四 球 | 敬 遠 | 与 死 球 | 奪 三 振 | 暴 投 | ボ 丨 ク | 失 点 | 自 責 点 | 防 御 率 | W H I P |
| ---------- | ---------- | ----- | ----- | ----- | ----- | -------- | ----- | ----- | -------- | ----------- | ----- | ----- | -------- | -------- | ----------- | -------- | ----- | -------- | -------- | ----- | -------- | ----- | -------- | -------- | ------- |
| 1983       | 日本ハム   | 25    | 15    | 0     | 0     | 0        | 4     | 6     | 0        | --          | .400  | 471   | 106.1    | 116      | 14          | 48       | 1     | 4        | 63       | 0     | 0        | 54    | 50       | 4.23     | 1.54    |
| 1984       | 日本ハム   | 27    | 25    | 7     | 1     | 0        | 8     | 13    | 0        | --          | .381  | 770   | 174.0    | 183      | 22          | 78       | 2     | 3        | 91       | 2     | 0        | 100   | 93       | 4.81     | 1.50    |
| 1985       | 日本ハム   | 28    | 22    | 3     | 0     | 0        | 8     | 11    | 0        | --          | .421  | 567   | 132.2    | 140      | 19          | 48       | 0     | 1        | 61       | 0     | 0        | 89    | 76       | 5.16     | 1.42    |
| 1986       | 日本ハム   | 29    | 17    | 4     | 1     | 0        | 3     | 8     | 0        | --          | .273  | 491   | 114.2    | 134      | 20          | 23       | 0     | 4        | 49       | 3     | 0        | 61    | 58       | 4.55     | 1.37    |
| 1987       | 日本ハム   | 17    | 12    | 1     | 0     | 0        | 3     | 3     | 0        | --          | .500  | 282   | 62.1     | 81       | 10          | 17       | 0     | 1        | 13       | 1     | 0        | 46    | 36       | 5.20     | 1.57    |
| 1988       | 中日       | 18    | 2     | 0     | 0     | 0        | 1     | 1     | 0        | --          | .500  | 125   | 30.2     | 31       | 4           | 6        | 0     | 1        | 14       | 1     | 0        | 18    | 16       | 4.70     | 1.21    |
| 1989       | 中日       | 16    | 4     | 0     | 0     | 0        | 1     | 1     | 1        | --          | .500  | 155   | 36.1     | 38       | 1           | 14       | 1     | 0        | 23       | 0     | 0        | 16    | 15       | 3.72     | 1.43    |
| 1990       | 中日       | 21    | 0     | 0     | 0     | 0        | 0     | 2     | 0        | --          | .000  | 135   | 30.2     | 30       | 2           | 13       | 2     | 3        | 16       | 0     | 0        | 23    | 21       | 6.16     | 1.40    |
| 1991       | 中日       | 2     | 0     | 0     | 0     | 0        | 0     | 0     | 0        | --          | ----  | 12    | 2.1      | 5        | 0           | 1        | 0     | 0        | 0        | 0     | 0        | 1     | 1        | 3.86     | 2.57    |
| 1992       | 中日       | 16    | 0     | 0     | 0     | 0        | 0     | 0     | 0        | --          | ----  | 105   | 23.2     | 28       | 1           | 5        | 0     | 0        | 15       | 1     | 0        | 12    | 9        | 3.42     | 1.39    |
| 通算：10年 | 通算：10年 | 199   | 97    | 15    | 2     | 0        | 28    | 45    | 1        | --          | .384  | 3113  | 713.2    | 786      | 93          | 253      | 6     | 17       | 345      | 8     | 0        | 420   | 375      | 4.73     | 1.46    |

### 記録
初記録
- 初登板：1983年4月20日、対南海ホークス戦（大阪球場）
- 初奪三振：同上、久保寺雄二から
- 初先発：1983年4月27日、対阪急ブレーブス3回戦（西宮球場）
- 初勝利：1983年5月1日、対ロッテオリオンズ戦（後楽園球場）
- 初完投勝利：1984年4月18日、対阪急ブレーブス5回戦（後楽園球場）9回を8安打4失点
- 初完封勝利：1984年5月20日、対南海ホークス9回戦（後楽園球場）9回を4安打
- 初セーブ：1989年4月28日、対読売ジャイアンツ4回戦（東京ドーム）延長11回裏から4番手で登板し無失点

その他の記録
- オールスターゲーム出場：1回 （1984年）

### 背番号
- 11 （1983年 - 1987年）
- 41 （1988年 - 1993年）